# Yann M’Vila
Yann M’Vila (auch Mvila, * 29. Juni 1990 in Amiens) ist ein französischer Fußballspieler, der aktuell bei West Bromwich Albion unter Vertrag steht.

## Vereinskarriere
Der Sohn kongolesischer Eltern wuchs im Quartier du Pigeonnier, einer Großwohnsiedlung am Rande von Amiens, auf und spielte als Jugendlicher zunächst für den SC Amiens. 2004 wechselte er mit 14 Jahren in die Talentschule von Stade Rennes. Mit den Bretonen wurde er 2007 französischer A-Jugend-Meister und gewann im Jahr darauf die Coupe Gambardella, wozu er im Finale selbst einen Treffer beitrug.
In der anschließenden Saison wurde er zum Stammspieler in der Reserve von Stade, die in der vierthöchsten Spielklasse, dem Championnat de France Amateur, antrat. Im August 2009 kam M’Vila als Einwechselspieler zu seinem ersten Pflichtspieleinsatz in der Profielf. Bereits eine Woche später stellte ihn Trainer Frédéric Antonetti in deren Startformation auf. Diese Position räumte M’Vila bis zum Ende der Saison 2009/10 praktisch nicht mehr.
Seinen enormen Trainingsfleiß, der ihm zu seinem Aufstieg verholfen hat, begründete er damit, dass er den Fußball „als einzige Möglichkeit gesehen“ habe, seine Familie aus der „alltäglichen Plackerei und dem Elend“ herauszuholen.
Am 23. Januar 2013 wechselte M’Vila für 12 Millionen Euro zum russischen Erstligisten Rubin Kasan. Er unterschrieb einen Vertrag mit Laufzeit bis zum 30. Juni 2017. Im Juli 2014 gab der italienische Erstligist Inter Mailand bekannt, den Mittelfeldspieler auszuleihen. Die Nerazzurri sicherten sich außerdem eine Kaufoption für den Sommer 2015. Bereits im Januar 2015 wurde die Leihe wieder aufgelöst.
Zur Saison 2015/16 wechselte M'Vila auf Leihbasis in die Premier League zum AFC Sunderland.
Nach 37 Spielen für die „Black Cats“ kehrte M'Vila 2016 zurück nach Kasan. Am 12. Januar 2018 gab der französische Erstligist AS Saint-Étienne seine Verpflichtung bekannt. Dort verbrachte er über zwei Jahre, bevor er sich im Sommer 2020 Olympiakos Piräus anschloss.
Nachdem sein Vertrag bei Olympiakos Piräus im Sommer 2023 ausgelaufen war, unterzeichnete M´Vila am 19. Februar 2024 einen Vertrag bei West Bromwich Albion.

## Nationalspieler
Yann M’Vila kann eine zweistellige Zahl von Einsätzen in den französischen U-17- und U-19-Nationalmannschaften vorweisen und spielte auch bereits mehrfach für die U-21, die Espoirs. Mit den Nachwuchsteams hat er an den Endrunden mehrerer großer internationaler Turniere (U-17-EM und U-17-WM 2007 sowie, als Spielführer, an der U-19-EM 2009) teilgenommen.
Im Mai 2010 berief ihn Nationaltrainer Raymond Domenech in das vorläufige französische A-Nationalmannschaftsaufgebot für die Weltmeisterschaft in Südafrika. Bei der erforderlichen Kaderreduzierung am 17. Mai strich Domenech den Defensivspieler jedoch wieder aus seinem Aufgebot. Dafür stand er beim Debüt des Domenech-Nachfolgers Laurent Blanc am 11. August 2010 gegen Norwegen in der Startformation. Sein erstes Länderspieltor erzielte er anlässlich des Europameisterschafts-Qualifikationsspiels gegen Albanien am 2. September 2011. Blanc nominierte M’Vila auch für das französische EM-Aufgebot 2012. Dort wurde er nach überstandener Verletzung ab dem zweiten Gruppenspiel eingesetzt.
Im November 2012 wurde M’Vila vom französischen Fußballverband bis zum 30. Juni 2014 suspendiert. Grund war ein unerlaubtes Verlassen des Trainingslagers der U-21 in Le Havre im Oktober 2012 mit einigen Teamkollegen (darunter Wissam Ben Yedder und Antoine Griezmann) und ein Nachtclubbesuch in Paris in dieser Nacht. Die U-21 scheiterte anschließend überraschend in den Playoffs der Qualifikation für die U-21-Fußball-Europameisterschaft 2013 in Israel an Norwegen.

## Erfolge
- Coupe Gambardella: 2008

## Privates
M’Vilas älterer Bruder Yohan ist Profifußballer. Sein jüngerer Bruder Sophian spielte 2011 wie Yann für Stade Rennes.